# Trachelipus lutshniki
Trachelipus lutshniki är en kräftdjursart som först beskrevs av Karl Wilhelm Verhoeff 1933B.  Trachelipus lutshniki ingår i släktet Trachelipus och familjen Trachelipodidae. Inga underarter finns listade i Catalogue of Life.